# CHRONICLE to the future
『CHRONICLE to the future』（クロニクル・トゥー・ザ・フューチャー）は、鈴村健一の2枚目のオリジナルアルバム。2011年3月9日にLantisから発売された。

## 概要
前作『Becoming』から約1年5ヶ月ぶりのリリースであり、2011年1作目の作品。
初回限定版は「CHRONICLE」のPVを収録したDVDとの2枚組仕様。4thシングル「and Becoming」からは「いぬ331」のみ収録されている。作詞は全曲とも鈴村が手掛けている。
アルバムのコンセプトは『旅立ち』であり、収録曲は同コンセプトをテーマに制作した。また、「春の日よ」は『旅立ち』を「卒業」という形で描いた曲。
第一回ミュージック・ジャケット大賞2011において準大賞を受賞。

## 批評
CDジャーナルは、「未来を描いた「CHRONICLE」などの様々な情景、人生観を言葉にして歌唱している。」と批評している。

## 収録曲
（全作詞：鈴村健一）
1. CHRONICLE [5:04]
作曲・編曲：黒須克彦・大久保薫（ストリングスアレンジ）
2. 春の日よ [4:12]
作曲・編曲：黒須克彦
3. トハイヱ [3:44]
作曲： TODA KOHEI、編曲：菊谷知樹
4. 70億分の1 [4:58]
作曲・編曲：松下典由
5. ハナサカ [4:30]
作曲・編曲：板垣祐介
6. エル・キホーテ [4:08]
作曲・編曲：corin.
7. Landscaper [4:35]
作曲・編曲：NOIZ'n GIRL
8. in my space [4:20]
作曲・編曲：宮崎誠
9. 光よりはやく飛ぶロケット [5:29]
作曲・編曲：菊池達也
10. フタリジカン [4:58]
作曲・編曲： 松下典由
11. いぬ331 [3:47]
作曲：澤野弘之、編曲：菊谷知樹
12. 月とストーブ [6:01]
作曲・編曲：飯塚昌明